# Menglacris
Menglacris is een geslacht van rechtvleugeligen uit de familie veldsprinkhanen (Acrididae). De wetenschappelijke naam van dit geslacht is voor het eerst geldig gepubliceerd in 1994 door Jiang & Zheng.

## Soorten
Het geslacht Menglacris  is monotypisch en omvat slechts de volgende soort:
- Menglacris maculata (Jiang & Zheng, 1994)